# Banya Sud
Banya Sud est un îlot de Nouvelle-Calédonie dans les Pléiades du Sud, une des îles Loyauté.